# Jeziora w Olsztynie
W granicach administracyjnych Olsztyna obecnie leży 16 jezior, z czego 14 przekracza 1 ha powierzchni. Łącznie wszystkie jeziora zajmują 725 ha, co równa się 8,25% powierzchni całego miasta. W zachodniej części Olsztyna jeziorność wynosi 40%, a we wschodnich stronach 8%.
Największym i zarazem najgłębszym olsztyńskim jeziorem jest jezioro Ukiel, potocznie nazwane przez mieszkańców Krzywym. Jego powierzchnia wynosi 412 ha, a maksymalna głębokość dochodzi do 43 metrów. W pobliżu ulicy Jeziornej nad jeziorem Ukiel znajduje się kąpielisko miejskie.
Drugie co do wielkości jezioro w Olsztynie to Jezioro Kortowskie, które z jeziorem Ukiel połączone jest przez rzekę Kortówkę. Jego powierzchnia wynosi 89,7 ha, a maksymalna głębokość – 17,2 metry.
Drugim co do głębokości olsztyńskim jeziorem jest Tyrsko, potocznie nazywane przez mieszkańców Olsztyna jeziorem Żbik (Duży Żbik, dla odróżnienia od Małego Żbika). Maksymalna głębokość akwenu to 30,6 metrów, a jego powierzchnia – 18,6 ha.
Najmniejsze jezioro Olsztyna to Jezioro Modrzewiowe. Jego powierzchnia zajmuje 0,25 ha. Jednym z płytszych jezior jest natomiast Jezioro Trackie. Mimo iż jest ono trzecim według wielkości olsztyńskim jeziorem (52,8 ha), to w najgłębszym miejscu liczy sobie 4,6 metrów.
Poniższa tabela przedstawia powierzchnię i głębokość wszystkich 16 olsztyńskich jezior.
| Lp. | Nazwa jeziora                         | Powierzchnia [ha] | Głębokość maksymalna [m] |
| --- | ------------------------------------- | ----------------- | ------------------------ |
| 1.  | Ukiel (Krzywe)                        | 412               | 43                       |
| 2.  | Kortowskie                            | 89,7              | 17,2                     |
| 3.  | Track (Trackie)                       | 52,8              | 4,6                      |
| 4.  | Skanda                                | 51,5              | 12                       |
| 5.  | Redykajny                             | 29,9              | 20,6                     |
| 6.  | Długie                                | 26,8              | 17,2                     |
| 7.  | Sukiel (Czarne)                       | 20,8              | 25                       |
| 8.  | Tyrsko (Żbik, Duży Żbik, Gutkowskie)  | 18,6              | 30,6                     |
| 9.  | Zgniłek                               | 6,0               | brak danych              |
| 10. | Stary Dwór (Starodworskie)            | 6,0               | 23,3                     |
| 11. | Siginek (Kopytko, Podkówka, Styginek) | 6,0               | brak danych              |
| 12. | Pereszkowo (Pyszkowo)                 | 1,8               | 4,5                      |
| 13. | Czarne Jezioro                        | ok. 1,3           | brak danych              |
| 14. | Żbik (Mały Żbik)                      | ok. 1,2           | brak danych              |
| 15. | Mummel (Mumel)                        | ok. 0,3           | ok. 2,5                  |
| 16. | Modrzewiowe                           | 0,25              | brak danych              |

| Legenda | Legenda                          |
| ------- | -------------------------------- |
|         | jeziora o pow. powyżej 1 ha      |
|         | jeziora o pow. mniejszej od 1 ha |

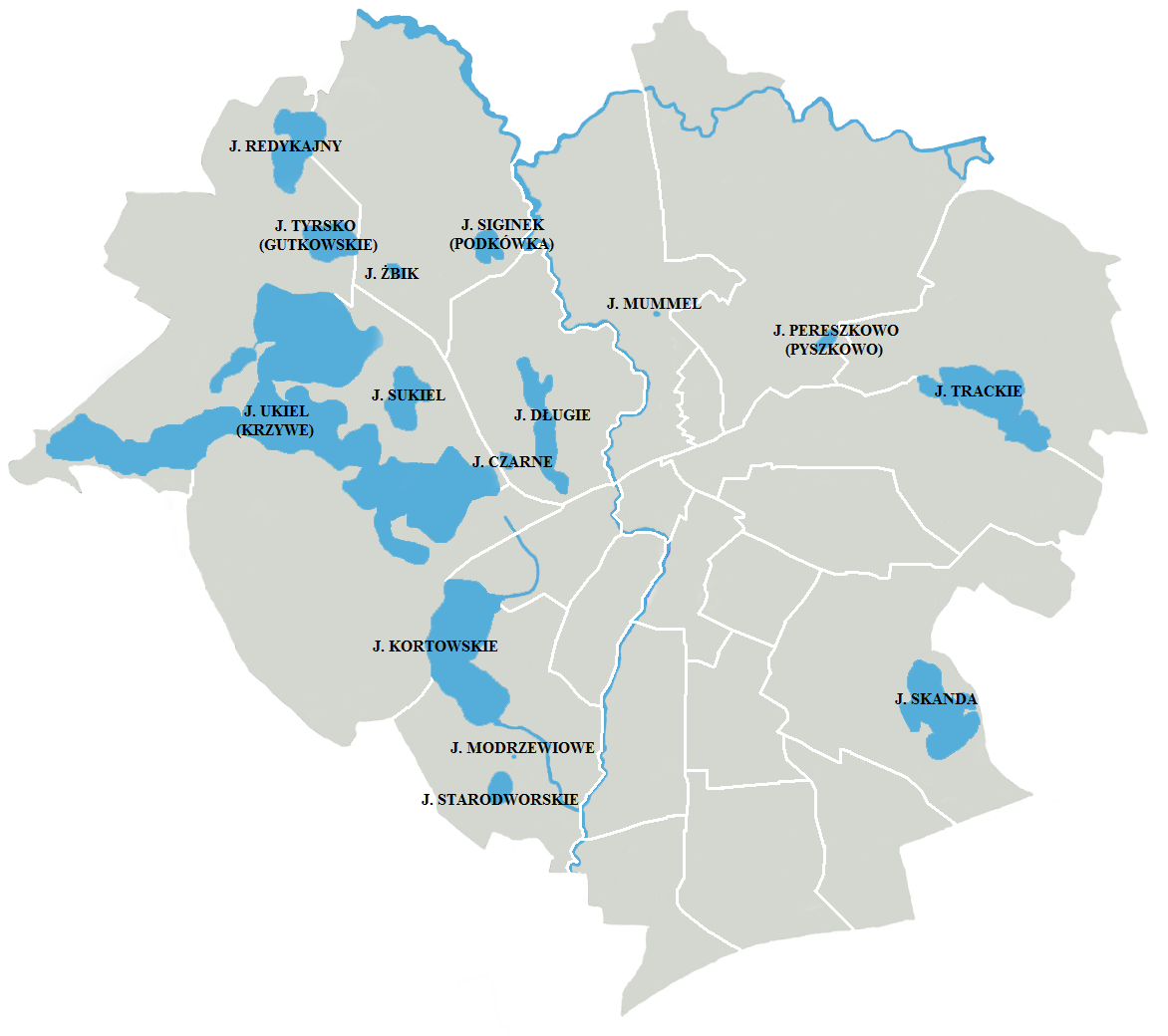
Rozmieszczenie jezior w Olsztynie

Do drugiej połowy XIX wieku istniało w Olsztynie znacznie więcej jezior. Wówczas przeszły one w ręce prywatne, co było dla nich równoznaczne z wyrokiem śmierci, gdyż właściciele oczekiwali największych dochodów z parcel budowlanych, nie z rybołówstwa.
Największym osuszonym w owych czasach jeziorem było jezioro Fajferek, leżące w okolicach ulic Warszawskiej, Jagiełły i Jagiellończyka. Jego istnienie zakończyło się w 1882 roku, mimo że 37 lat wcześniej Zarząd Miejski otworzył nad nim kąpielisko.
Woda została spuszczona również z jezior: Motka, Małego Klebarskiego, Płocidugi czy Pelnogi (Połnogi). Osuszone zostały również trzy miejskie stawy: Mały Staw, Staw Duży, Górny Staw (okolice obecnego skrzyżowania ulic Kościuszki i Piłsudskiego), a także jezioro Choinki.
Rekultywacji poddano wcześniej zanieczyszczone Jezioro Kortowskie oraz Jezioro Długie.